# Napo (rivier)
De Napo is een grote Zuid-Amerikaanse rivier, die een groot deel van het Amazone-gebied doorloopt in Ecuador en Peru. De rivier heeft een lengte van 667 kilometer.

## De Napo in Ecuador
De Napo ontspringt aan de voet van de vulkaan Cotopaxi, in het nationale park van dezelfde naam, uit de vereniging van verschillende waterlopen en stroomt in de nabijheid van de stad Tena, hoofdstad van de provincie Napo. Na het verlaten van de Cordillera Oriental ter hoogte van de plaats Puerto Francisco de Orellana, stroomt zij naar het zuiden evenwijdig met de Potumayo en ontvangt van links de Coca nabij het dorp Papallacta. Laag water dient als grens over kilometers lange afstanden tussen Ecuadoraanse provincies van Napo en Sucumbios. In het laatste deel van haar Ecuadoraanse tak ontvangt zij van rechts, naast het Nationaal park Yasuní, de Tiputiní en de Yasuní. De stad Nuevo Rocafuerte is de grenspost.

## De Napo in Peru
In Peru ontvangt zij de Curaray en de Mazán van haar rechterkant en de Tamboryacu van haar linkerkant. Ondertussen loopt ze langs de plaatsen Tempestad, Santa María en Puerto Aurora. Bij binnenkomst van de stad Francisco de Orellana, verenigen haar waters zich met de Amazone. Dankzij haar equatoriaal regiem heeft de rivier een copieus en gelijkmatig debiet wat haar bevaarbaar maakt vanaf de plaats Santa Rosa in haar bovenloop.

## Eerste exploraties
De Napo was de eerste zijrivier van de Amazone ontdekt door de Spaanse ontdekkers. Tussen 1540 en 1541 bevoer Gonzalo Pizarro deze rivier en een expeditie geleid door Francisco de Orellana daalde de Napo en ook de Amazone af tot men de Atlantische Oceaan bereikte. De Portugees Pedro Teixeira volbracht de tocht stroomopwaarts van de Amazone tot de bronnen van de Napo en van daaruit bedwong hij de Cordillera (gebergten) van de Andes en bereikte Quito.